# 小川進 (政治家)
小川 進（おがわ すすむ、1927年〈昭和2年〉6月2日 - 1996年〈平成8年〉9月11日）は、日本の政治家、千葉県四街道市長（2期）。

## 来歴
千葉県出身。明治大学政治経済学部卒。印旛郡千代田町（のち四街道町を経て、四街道市）役場に入り、教育長、収入役を務めた。1992年の四街道市長選挙に立候補し、初当選する。1996年に再選。当選後の9月に死去した。